# Урсин (антипапа)
Урсин (лат. Ursinus, лат. Ursicinus; ? — после 384) — римский антипапа в 366—367 годах.

## Биография
После смерти папы Либерия на выборах нового папы римские патриции проголосовали за Дамасия, а плебеи в основном — за Урсина. После избрания Дамасия сторонники Урсина устроили беспорядки и последний был изгнан из Рима. Через год, после возвращения Урсина в Рим, беспорядки повторились, недовольные даже захватили и некоторое время удерживали церковь святой Агнессы. В дальнейшем Урсин неоднократно интриговал против Дамасия и после его смерти пытался претендовать на Престол Святого Петра.

## Последствия
Память о противостоянии Урсина и Дамасия побудила в 502 году папу Симмаха постановить, что в дальнейшем избирать папу должно только верховное духовенство, а не простые христиане.